# Johan Widén (kyrkoherde)
Johan Widén, född 1 augusti 1739 i Slaka socken, död 20 april 1813 i Örebro, var en svensk kyrkoherde i Västerlösa församling och Örebro församling. 

## Biografi
Johan Widén föddes 1 augusti 1739 i Slaka socken. Han var son till kyrkoherden Anders Widén i Östra Skrukeby socken. Widén studerade i Linköping och blev 1757 student vid Uppsala universitet. Han blev magister 18 juni 1764 och prästvigdes 4 januari 1765. Widén blev 15 april 1771 komminister i S:t Laurentii församling, Söderköping, tillträdde samma år och tog pastoralexamen 24 maj 1775. Han blev 10 januari 1781 kyrkoherde i Västerlösa församling, tillträdde 1781 och blev prost 14 januari 1789. Den 31 januari 1793 avsattes han och dömdes till landsflykt. Han benådades 14 december 1796. Widen blev 20 december 1796 återinsatt i prästämbetet i Stockholms stads konsistorium. Han blev 6 november 1798 kyrkoherde i Örebro församling, Örebro, tillträdde direkt och 16 januari 1799 kontraktsprost i Örebro kontrakt. Han avled 20 april 1813 i Örebro.

### Familj
Widén gifte sig första gången 27 augusti 1772 med Ingrid Ulrica Nordstrand (född 1738). Hon var dotter till tullinspektören Olof Nordstrand och Anna Catharina Steinhausen i Barösund. De fick tillsammans barnen Anders (1773–1836), Olof (1775), Ingrid, Pehr (1779–1834) och David Uddo.
Widén gifte sig andra gången med Helena Maria Linde (1766–1822). Hon var dotter till en tullinspektör.